# چهار مگس روی مخمل خاکستری
چهار مگس روی مخمل خاکستری (به ایتالیایی: 4 mosche di velluto grigio) یک فیلم جالوی ایتالیایی به کارگردانی داریو آرجنتو محصول سال ۱۹۷۱ است. در این فیلم بازیگرانی همچون مایکل براندون، میمسی فارمر، ژان پیر ماریله، باد اسپنسر، آلدو بوفی لندی، اورسته لیونله، آدا پومتی، کورادو اولمی، استفانو ساتا فلورس، توم فلگی، ساندرو دُری، فولویو مینگوتسی و لورا تروسچل ایفای نقش کرده‌اند.